# 28 тижнів потому (фільм)
«28 тижнів потому» (англ. 28 Weeks Later) — британський постапоклапстичний фільм жахів, продовження «28 днів потому». Денні Бойл став продюсером, а режисером фільму став Хуан Карлос Фреснаділо, відомий своїм фільмом «Інтакто». Прем'єра в Україні пройшла 31 травня 2007 року.

## Сюжет
Під час початкового спалаху вірусу Дон, його дружина Еліс і ще четверо тих, хто вижив, ховаються в котеджі на околиці Лондона. Вони чують, як у їхні двері стукає наляканий хлопчик, і Дон впускає його. Через кілька хвилин вони виявляють, що хлопчика переслідують заражені. Дон благає Еліс залишити хлопчика, але вона відмовляється, тому він кидає їх і тікає на човні, а Аліса, хлопчик та решта тих, хто вижив, імовірно, гинуть.
Після того, як інфіковані починають помирати від голоду, війська НАТО беруть контроль над Сполученим Королівством. Через двадцять вісім тижнів після спалаху американські війська під командуванням бригадного генерала Стоуна привозять поселенців. Серед новоприбулих є діти Дона та Еліс, Теммі та Енді, які були поза межами країни під час спалаху. Їх приймають до Першого округу, безпечної зони на Острові Собак, де вони возз'єднуються зі своїм батьком.
Тієї ночі Теммі та Енді втікають з безпечної зони та повертаються до свого колишнього дому, де збирають старі сімейні фотографії. Енді знаходить Еліс живою в напівнепритомному стані. Трьох виявляють американські солдати та повертають до Першого округу, де їх поміщають в ізолятор. Еліс доставляють до карантинної кімнати, де її перевіряє Скарлет, офіцер армії США, і виявляється, що вона безсимптомний носій вірусу. Дон несанкціоновано відвідує Еліс, благаючи її пробачити його. Вони цілуються, Дон заражається й жорстоко вбиває Еліс.
Скарлет рятує Теммі та Енді, усвідомлюючи, що вони генетично можуть містити ключ до лікування вірусу. Заражений Дон починає ефект доміно, швидкого зараження. Серед хаосу американські солдати не можуть відрізнити тих, хто вижив у паніці, від заражених, і їм наказано розстріляти всіх. Один зі снайперів, сержант Дойл, не в змозі виконати наказ, тікає зі Скарлет, Теммі та Енді, коли Повітряні сили США бомбардують Перший округ. Дон є одним із заражених, які вижили після вибухів і втекли до покинутого Лондона.
Флінн, друг Дойла, прибуває на гелікоптері, щоб забрати Дойла, але каже йому залишити цивільних і прямувати до стадіону Вемблі. Дойл ігнорує його вказівки та супроводжує тріо на Вемблі. Вони проникають у покинуту автівку, щоб уникнути нервово-паралітичного газу, який виділяється для вбивства інфікованих, але не можуть завести автомобіль. Коли американські солдати з вогнеметами наближаються, Дойл виходить з машини, щоб завести її, і згоряє живцем. Скарлет і діти втікають до лондонського метро, але Дон вбиває Скарлет і кусає Енді.
Теммі вбиває Дона. У Енді немає симптомів, але він є носієм вірусу. Їх забирає Флінн, який переправляє їх через Ла-Манш до Франції.
Через двадцять вісім днів із радіо в покинутому гелікоптері Флінна лунає голос із французьким акцентом, що просить допомоги. Група інфікованих виходить на станцію паризького метро Трокадеро з видом через Сену на Ейфелеву вежу, показуючи, що вірус поширився на континентальну Європу.

## Касові збори
Під час показу в Україні, що розпочався 31 травня 2007 року, протягом перших вихідних фільм зібрав $45,843 і посів 4 місце в кінопрокаті того тижня. Фільм опустився на сьому сходинку українського кінопрокату наступного тижня і зібрав за ті вихідні ще $15,318. Загалом фільм в кінопрокаті України пробув 3 тижні і зібрав $96,499, посівши 108 місце серед найбільш касових фільмів 2007 року.